# Frans Van Goey
Frans Gerard Mathilde Jozef Van Goey (Melsele, 29 augustus 1903 - 6 juni 1971) was een Belgisch volksvertegenwoordiger voor de CVP.

## Levensloop
Van Goey was notaris en werd vanaf 1946 gemeenteraadslid en vanaf 1947 schepen in Eksaarde.
Hij werd in 1946 verkozen tot volksvertegenwoordiger in het arrondissement Sint-Niklaas en vervulde dit mandaat tot in 1959.